# Полис Теро
Полис Теро (англ. Police Tero Football Club , тайск. สโมสรฟุตบอลโปลิศ เทโร) ранее известный под названием БЭК Теро Сасана — тайский профессиональный футбольный клуб, базирующийся в Бангкоке. На данный момент выступает в Тайской Премьер-Лиге.

## История
Команда была основана в 1992 году. Ранее она была известна как команда школы Сасана Уиттайя и была основана Ворави Макуди. Первый футбольный матч эта команда провела в Дивизионе 3 в 1993 году. В 1994 году команда повысилась в классе, в 1995 году команда уже играла в Дивизионе 1, а в 1996 году команда впервые вышла в высшую лигу. Именно в том году Ворави Макуди и Брайан Л. Маркар, управляющий директор BEC-TERO Entertainment Public Co. Ltd., объединились и переименовали команду в «Теро Сасана». Команда заняла 12-ю позицию среди 18 команд в тайской лиге.
В 1997 году футбольный клуб «Теро Сасана» также играл в тайской лиге, и на этот раз он занял пятое место. Позже в 1998 году футбольный клуб поддержала BEC-World Public Company Limited и название команды сменилось на «БЭК Теро Сасана». Команда заняла третье место в тайской лиге. Она также стала одной из восьми команд, которые участвовали в финальном раунде кубка Таиланда.

В 1999 году команда снова заняла третье место в чемпионате. В том же году клуб были среди участников плей-офф кубка Таиланда. 2000 год был знаковым для клуба — команда выиграла свой первый чемпионский титул. В 2001 году «Теро Сасана» смог защитить свой чемпионский титул, выиграв тайскую Премьер-лигу второй год подряд. Это значительно увеличило число болельщиков.

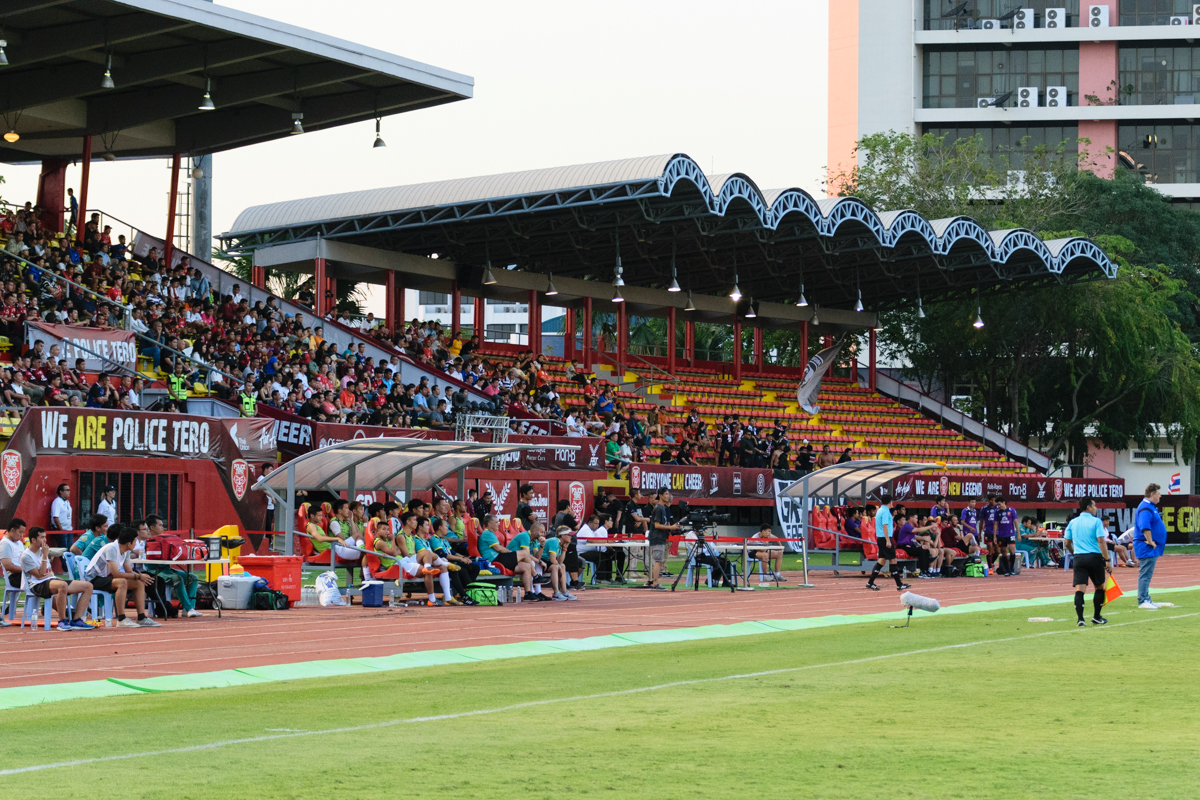
Стадион Буньячида

Успех клуба продолжался в течение нескольких лет, кульминацией стал финальный поединок в Лиге чемпионов АФК 2002/03. В решающем матче команда встретилась с эмиратским «Аль-Айн». Проиграв первый матч на выезде со счётом 2:0, «Теро Сасана» с минимальным счётом выиграл дома, но не смог сравнять общий счёт.

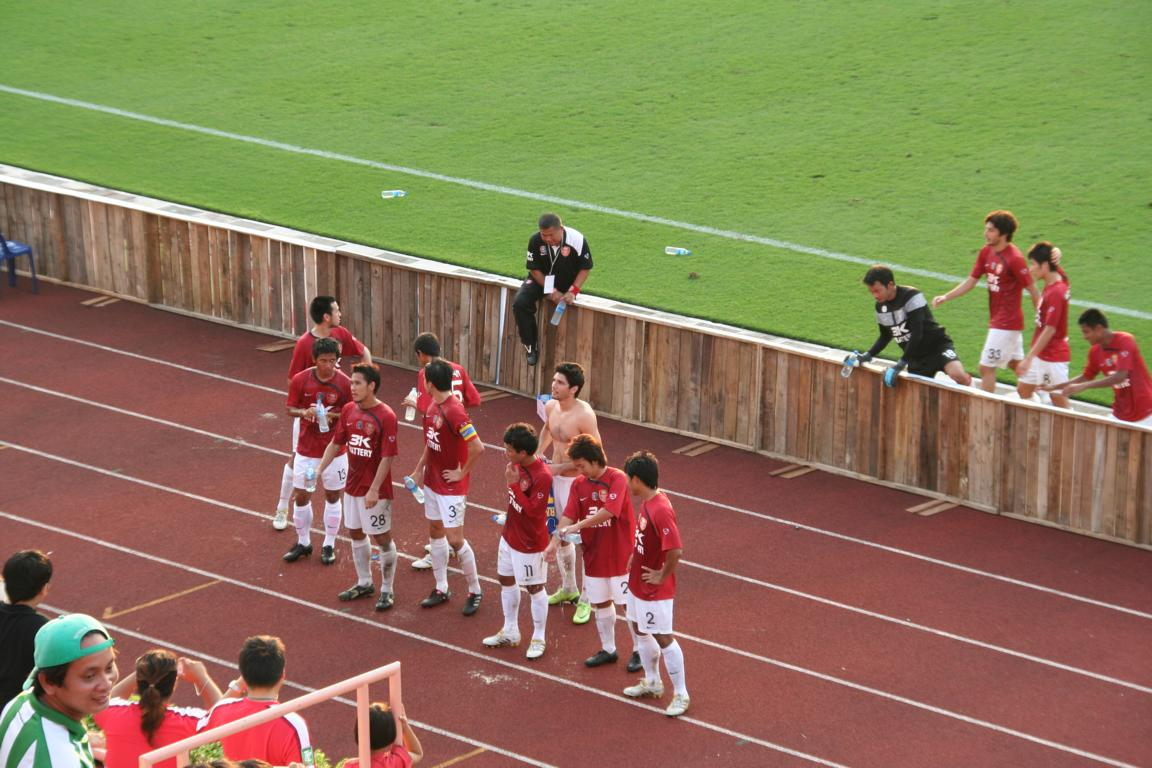
Игроки команды в 2009 году

В 2012 году клуб назначил новым спортивным директором Роберта Прокурера, бывшего генерального менеджера «Муангтонг Юнайтед». Он создал сильную команду, приведя в неё ряд молодых игроков, таких как Тристан До, Терасил Дангда, Чанатхип Сонгкрасин. Болельщики назвали их «золотым поколением», которое помогло команде выиграть Кубок тайской лиги 2014 года, первый трофей за последние 12 лет.
В 2015 году после клуб занял третье место с конца, но не вылетел, так как другой клуб, «Сарабури», покинул тайскую лигу из-за финансовых проблем. Однако в 2016 году Брайан Л. Маркар продал «Теро Сасана» Inspire Entertainment, компании аффилированной с Siamsport, владельцем «Муангтонг Юнайтед». Роберт Прокурер был уволен, а ключевые игроки присоединились к «Муангтонг Юнайтед».
В 2017 году клуб приобрела тайская полиция, в 2018 году клуб изменил название на «Полис Теро». По окончании сезона 2018 «Полис Теро» занял 15-е место и выбыл во Вторую лигу.
В октябре 2019 года под руководством главного тренера Рангсана Виватчайчока «Полис Теро» занял второе место во втором дивизионе и был переведёны в высшую лигу.
6 ноября 2023 года «Полис Теро» провёл пресс-конференцию, на которой было объявлено о привлечении новых инвесторов — группы из трёх представителей камбоджийской королевской семьи. Предполагаемый размер инвестиций составлял 200 миллионов бат, инвесторы должны были купить 49 % акций клуба. Но в конечном итоге сделка не увенчалась успехом, поскольку новые владельцы не смогли подтвердить происхождение денег и не сумели перевести их в Таиланд.

## Достижения
Домашние соревнования
- Чемпионат Таиланда по футболу
  - Чемпион (2): 2000, 2001/02
  - Вице-чемпионы (2): 2002/2003, 2003/2004
- Кубок Таиланда по футболу
  - Финалист (4): 2009
- Кубок тайской лиги по футболу
  - Обладатель (1): 2014,
- Королевский кубок Кора
  - Обладатель (1): 2000

Международные соревнования
- Лига чемпионов АФК
  - Финалист (1): 2002/03